# Bulbophyllum bracteolatum
Bulbophyllum bracteolatum är en orkidéart som beskrevs av John Lindley. Bulbophyllum bracteolatum ingår i släktet Bulbophyllum och familjen orkidéer. Inga underarter finns listade i Catalogue of Life.